# Étienne-Ostoïa
Étienne-Ostoïa ou Stefan Ostoja de Bosnie (Bosnien et Croate: Stjepan Ostoja/Стјепан Остоја; Serbe: Стефан Остоја). Décédé en 1418. Membre de la dynastie des Kotromanić qui règne sur la Bosnie de 1250 à 1463, il est roi de Bosnie de 1398 à 1404 et de 1409 à l'automne 1418

## Biographie
Étienne-Ostoja  est un membre de la famille des Kotromanić, peut-être fils de  Vladislav Kotromanić et le frère du roi Tvrtko Ier ou le fils de ce dernier.
Étienne-Ostoja est mis sur le trône après la destitution de Jelena Gruba par les chefs des grandes familles qui contrôlent le pays menées. Mais en 1404, les nobles de Bosnie conduits par  Hrvoje Vukčić le chassent et le remplacent par son demi-frère Tvrtko II. Ostoja se réfugie chez Sigismond de Luxembourg le roi de Hongrie-Croatie qui envahit la Bosnie capture Tvrtko II et de nombreux seigneurs. 120 d'entre eux sont exécutés en étant précipités du haut des Monts Dobo après un jugement sommaire. Hrvoje Vukčić Hrvatinić se rallie à Sigismond et son protégé Ostoïa est rétabli en 1408. Le roi Ostoja met fin à une décennie de conflits avec la Hongrie dont il reconnaît la suzeraineté et en 1412 il se rend  à la cour de Hongrie à Buda avec les principaux nobles de Bosnie et de Serbie dont le despote Stefan Lazarević. Le chef des Hrvatinić désormais isolé se tourne vers les Ottomans, qui l'aident à écraser les Hongrois en 1415 à Doboï.
Lorsque le duc Hrvoje Vukčić meurt en 1416, Sandalj Hranić devient le plus puissant des seigneurs féodaux bosniaques, mais comme son prédécesseur et comme Radoslav Pavlović en 1416, il s'appuie sur le secours des Ottomans. Le roi Ostoïa divorce de sa vieille épouse Kujava de la maison de Radenović et épouse la veuve de Hrvoje, Jelena Nelipčić l'année suivante  Jelena Nelipčić était la sœur du prince Ivan III Nelipac de la noble lignée noble des Nelipić (Nelipac). De cette façon, Ostoja  hérite la plupart des terres de Hrvoje. Sandalj meurt à son tour en 1435 .
Le roi Étienne Ostoïa meurt en septembre 1418 et son fils aîné né de sa seconde union avec Kujava, Étienne Ostojić, est désigné comme roi de Bosnie.

## Unions et postérité
Étienne-Ostoïa contracte trois unions:
- 1) Vitača, divorcés en 1399

- 2) il se remarie  en 1399 avec Kujava Radinović, dont il divorce en 1415 dont :
- Étienne Ostojić, roi de Bosnie décédé en 1421

- 3) il épouse en 1415 avec Jelena Nelipčić, décédée en 1422,

Etienne Ostoïa est également le père de deux fils illégitimes:
- Radivoj de Bosnie
- Étienne-Thomas de Bosnie, roi de Bosnie décédé 1461

## Sources
- (en) Cet article est partiellement ou en totalité issu de l’article de Wikipédia en anglais intitulé « Ostoja of Bosnia » (voir la liste des auteurs).
- John Van Antwerp  Fine, (1994). The Late Medieval Balkans: A Critical Survey from the Late Twelfth Century to the Ottoman Conquest. The University of Michigan Press. p. 281.  (ISBN 0472100793).
- John Van Antwerp Fine, Bosnian Institute; The Bosnian Church: Its Place in State and Society from the Thirteenth to the Fifteenth Century, Saqi en association avec The Bosnian Institute, 2007.
- Thierry Mudry Histoire de la Bosnie: Faits et controverses Ellipses, Paris 1999 ,  (ISBN 2729857532).